# گل‌ساعتی موز قرمز
گل ساعتی موز قرمز (نام علمی: Passiflora antioquiensis) نام یک گونه از سرده گل ساعتی است.